# Széprét
Széprét (1899-ig Schönviz, szlovákul: Krásna Lúka, németül: Schönwies) község Szlovákiában, az Eperjesi kerület Kisszebeni járásában.

## Fekvése
Eperjestől 40 km-re, Kisszebentől 24 km-re északnyugatra, a Tarca és a Poprád között található.

## Története
A falu a német jog alapján keletkezett a 13. század második felében, amikor szepesi szászokkal telepítették be. 1329-ben „Sonwyz” alakban említik először, de már 1295-ben állt temploma, melyet Szent Márton tiszteletére szenteltek. 1331-ben említik Henrik nevű papját is. Tarca uradalmához tartozott. A 16. század második felében, egy 1570-es feljegyzés szerint a lakosság többsége német volt. Ekkor terjedt el a protestáns hit és a templom is a protestánsok kezére került. 1600-ban 24 ház állt a településen. A 17. század második felében a templom birtokosai ismét katolikusok voltak. Ekkor a harcok és járványok hatására a falu népessége is visszaesett. A 18. század közepén a község is visszatért a régi hitre. 1787-ben 59 háza volt 397 lakossal.
A 18. század végén Vályi András így ír róla: „SEMVICZ. Tót falu Sáros Várm. földes Ura B. Horváth Uraság, lakosai katolikusok, fekszik Palocsához 3/4 mértföldnyire; határja középszerű, fája, réttye, legelője elég van.”
1823-ban a falu temploma Daróc filiája volt. 1828-ban 60 házát 474-en lakták. Lakói állattenyésztéssel, földműveléssel, erdei munkákkal foglalkoztak, később Poprád, Kassa és Héthárs üzemeiben dolgoztak.
Fényes Elek 1851-ben kiadott geográfiai szótárában így ír a faluról: „Schönwies, tót falu, Sáros vmegyében, a Fekete hegy alatt, Berzeviczéhez északra 1 mfd. 455 kath., 12 zsidó lak. F. u. b. Palocsai Horváth.”
A trianoni diktátum előtt Sáros vármegye Héthársi járásához tartozott.
Lakói ma a földművelés mellett főként Poprád és Kassa üzemeiben dolgoznak. A német lakosság száma az 1920-as, 1930-as években esett vissza jelentősen, a második világháború után pedig maradékukat is kitelepítették.

## Népessége
| Év:            | 1994. | 2004.   | 2014.   | 2024.   |
| -------------- | ----- | ------- | ------- | ------- |
| Emberek száma: | 692   | 743     | 705     | 647     |
| Eltérés:       |       | +7,36 % | -5,11 % | -8,22 % |

| Év:            | 2023. | 2024.   |
| -------------- | ----- | ------- |
| Emberek száma: | 640   | 647     |
| Eltérés:       |       | +1,09 % |

1910-ben 461, túlnyomórészt szlovák anyanyelvű lakosa volt.
2001-ben 718 lakosából 713 szlovák volt.
2011-ben 727 lakosából 714 szlovák volt.

## Nevezetességei
- Szent Márton püspök tiszteletére szentelt római katolikus temploma 1295-ben épült kora gótikus stílusban. A 15. században átépítették, 1722-ben barokkizálták, utoljára 1854 és 1857 között építették át. Főoltára 1672 és 1674 között Lőcsei Pál mester műhelyében készült. Madonna szobra 1490 körül készült, ma a turócszentmártoni Szlovák Nemzeti Múzeumban látható. Szent Jakab és Szent János apostol szobrai 1510 körül készültek. Szent Péter és Pál apostolok faszobrai 17. századiak.
- Határában 1755 körül épített Szent Vendel-kápolna áll.